# Purchena
Purchena é um município da Espanha, na província de Almería, comunidade autónoma da Andaluzia. Tem 56,5 km² de área e em 2021 tinha 1 636 habitantes (densidade: 29 hab./km²). Pertence à comarca do Almanzora, localizada ao norte da província, limitando com os municípios de Armuña, Bacares, Lúcar, Macael, Olula del Río, Oria, Somontín, Suflí, Tíjola e Urrácal.